# Oriande
Oriande est une fée mentionnée dans la légende des Quatre fils Aymon, et principalement la chanson de geste de Maugis d'Aigremont où elle joue un rôle important. Elle est la marraine de l'enchanteur Maugis. C'est elle qui l'élève et lui impose de conquérir le cheval Bayard pour obtenir son statut.